# Teddy Groves
Edwin Groves (1900 – sau 1929) là một cầu thủ bóng đá người Anh thi đấu ở Football League cho Walsall. Sinh ra ở Walsall, ông cũng thi đấu cho Talbot Stead Tube Works, Shrewsbury Town và Wellington Town.